# Cynorta praeoculata
Cynorta praeoculata is een hooiwagen uit de familie Cosmetidae.